# Meulunteren
Meulunteren est une localité des Pays-Bas située dans la commune d'Ede, dans la province de Gueldre.

## Histoire
Du 1er mai 1902 au 15 mai 1934, Meulunteren a possédé une petite halte ferroviaire sur la ligne Nijkerk - Ede-Wageningen (nl), puis sur la ligne raccourcie Barneveld - Ede-Wageningen jusqu'en septembre 1944. Son abri a été détruit en 1950, peu avant la réouverture de la ligne, électrifiée, qui ne marque plus l'arrêt.